# منتخب جمهورية الدومينيكان تحت 20 سنة لكرة القدم
منتخب جمهورية الدومينيكان تحت 20 سنة لكرة القدم (بالإسبانية: Selección de fútbol sub-20 de República Dominicana)‏ هو ممثل جمهورية الدومينيكان الرسمي في المنافسات الدولية في كرة القدم في فئة كرة قدم تحت 20 سنة للرجال، يديريه اتحاد جمهورية الدومينيكان لكرة القدم.